# Miejscowości Polinezji Francuskiej
Według danych oficjalnych pochodzących z 2012 roku Polinezja Francuska (francuskie terytorium zamorskie) posiadała ponad 40 miast o ludności przekraczającej 1 tys. mieszkańców. Stolica kraju Papeete zajmuje trzecie miejsce spośród największych miast, 3 miasta liczyło ponad 25 tys. mieszkańców; 4 miasta z ludnością 25÷50 tys.; 3 miasta z ludnością 10÷25 tys. oraz reszta miejscowości poniżej 10 tys. mieszkańców.

## Największe miasta w Polinezji Francuskiej
Największe miasta w Polinezji Francuskiej według liczebności mieszkańców (stan na 22.08.2012):
| L.p. | Miasto   | Circumscription   | Liczba ludności |
| ---- | -------- | ----------------- | --------------- |
| 1.   | Faaa     | Îles du Vent      | 29 687          |
| 2.   | Punaauia | Îles du Vent      | 27 613          |
| 3.   | Papeete  | Îles du Vent      | 25 769          |
| 4.   | Mahina   | Îles du Vent      | 14 351          |
| 5.   | Pirae    | Îles du Vent      | 14 129          |
| 6.   | Paea     | Îles du Vent      | 12 541          |
| 7.   | Papara   | Îles du Vent      | 11 143          |
| 8.   | Arue     | Îles du Vent      | 9 537           |
| 9.   | Afaahiti | Îles du Vent      | 5 815           |
| 10.  | Vaitape  | Îles sous le Vent | 5 198           |

## Alfabetyczna lista miast w Polinezji Francuskiej
Spis miast Polinezji Francuskiej powyżej 1 tys. mieszkańców według danych szacunkowych z 2012 roku:
- Afaahiti
- Afareaitu
- Anau
- Arue
- Atuona
- Avera
- Faaa
- Faanui
- Faaone
- Fakarava
- Fare
- Fitii
- Haapiti
- Hakahao
- Hao
- Hitiaa (O Te Ra)
- Iripau
- Maeva
- Mahina
- Mataiea
- Maupiti
- Opoa
- Paea
- Paopao
- Papara
- Papeari
- Papeete
- Papenoo
- Papetoai
- Pirae
- Pueu
- Punaauia
- Rikitea
- Taiohae
- Takaroa
- Tautira
- Teahupoo
- Teavaro
- Tevaitoa
- Tiarei
- Toahotu
- Uturoa
- Vairao
- Vaitape